# Sulfadimidină
Sulfadimidina (denumită și sulfametazină) este un antibiotic din clasa sulfamidelor care este utilizat în tratamentul unor infecții bacteriene, precum: bronșite, prostatite și infecții de tract urinar.